# Missing Persons
Missing Persons was een Amerikaanse band die van 1980 tot 1986 actief was.
De band maakte muziek die zich het beste laat omschrijven als new wave waarmee de groep vooral in de Verenigde Staten succes had.
Lid Dale Bozzio had in 1988 een solohit met haar nummer Simon Simon, onder de artiestennaam Dale. Gitarist Warren Cuccurullo werd na het uiteenvallen van de groep lid van Duran Duran, waarmee hij in de jaren '90 bescheiden succes had (met name met het album Duran Duran). In 2001 kwamen Bozzio en Cuccurullo weer bijeen voor een reünie van de groep.

## Discografie

### Albums
- 1982: Spring Session M
- 1984: Rhyme & Reason
- 1986: Color in Your Life

### Singles
- 1982: Words
- 1982: Destination Unknown
- 1983: Windows
- 1983: Walking in L.A.
- 1984: Give